# Ekstraliga polska w unihokeju kobiet
Ekstraliga polska w unihokeju kobiet – najwyższa klasa ligowych rozgrywek unihokeja kobiet w Polsce. Triumfator ligi zostaje Mistrzem Polski, zaś najsłabsza drużyna relegowana jest do I ligi. Rozgrywki organizowane są od sezonu 1998/99 przez Polski Związek Unihokeja. Najbardziej utytułowanym klubem żeńskim jest JohnnyBros Olimpia Osowa Gdańsk, który posiada aż 10 tytułów Mistrza Polski. Od sezonu 2013/14 rozgrywki odbywały się pod nazwą Salming Ekstraliga, od sezonu 2020/21 pod nazwą Ekstraliga Kobiet.

## Edycje rozgrywek 2001/2022
| Edycja            | Sezon         | mistrz                                          | wicemistrz                                     | III miejsce                     |
| 1 liga kobiet     | 1 liga kobiet | 1 liga kobiet                                   | 1 liga kobiet                                  | 1 liga kobiet                   |
| ----------------- | ------------- | ----------------------------------------------- | ---------------------------------------------- | ------------------------------- |
| I                 | 2001          | UKS Multi 75 Killers Kraków / Skalny Nowy Targ  | UNO Gdynia                                     | UKS Jedynka Orzysz              |
| II                | 2001/02       | UNO Gdynia                                      | UKS Multi 75 Killers Kraków / Skalny Nowy Targ | UKS Absolwent Siedlec           |
| III               | 2002/03       | UKS Multi 75 Killers Kraków / Absolwent Siedlec | KS Szarotka Nowy Targ                          | UNO Gdynia                      |
| IV                | 2003/04       | KS Szarotka Nowy Targ                           | UKS Aligator Chwarzno Gdynia                   | UKS Absolwent Siedlec           |
| V                 | 2004/05       | UKS Aligator Chwarzno Gdynia                    | KS Szarotka Nowy Targ                          | JohnnyBros Olimpia Osowa Gdańsk |
| VI                | 2005/06       | UKS Multi 75 Killers Kraków                     | UKS Aligator Chwarzno Gdynia                   | UKS Luxolar Gródek              |
| VII               | 2006/07       | UKS Aligator Chwarzno Gdynia                    | UKS Multi 75 Killers Kraków                    | KS Gorce Nowy Targ              |
| VIII              | 2007/08       | UKS Absolwent Siedlec                           | UKS Aligator Chwarzno Gdynia                   | KS Gorce Nowy Targ              |
| IX                | 2008/09       | JohnnyBros Olimpia Osowa Gdańsk                 | UKS Absolwent Siedlec                          | KS Gorce Nowy Targ              |
| X                 | 2009/10       | JohnnyBros Olimpia Osowa Gdańsk                 | MMKS Podhale Nowy Targ                         | UKS Absolwent Siedlec           |
| XI                | 2010/11       | JohnnyBros Olimpia Osowa Gdańsk                 | UKS Absolwent Siedlec                          | MMKS Podhale Nowy Targ          |
| Ekstraliga kobiet |               |                                                 |                                                |                                 |
| XII               | 2011/12       | JohnnyBros Olimpia Osowa Gdańsk                 | UKS Absolwent Siedlec                          | Dzikie Gęsi Zielonka            |
| XIII              | 2012/13       | UKS Absolwent Siedlec                           | JohnnyBros Olimpia Osowa Gdańsk                | Dzikie Gęsi Zielonka            |
| XIV               | 2013/14       | JohnnyBros Olimpia Osowa Gdańsk                 | MMKS Podhale Nowy Targ                         | MLUKS „Jedynka” Trzebiatów      |
| XV                | 2014/15       | MMKS Podhale Nowy Targ                          | MLUKS „Jedynka” Trzebiatów                     | JohnnyBros Olimpia Osowa Gdańsk |
| XVI               | 2015/16       | JohnnyBros Olimpia Osowa Gdańsk                 | MLUKS „Jedynka” Trzebiatów                     | MMKS Podhale Nowy Targ          |
| XVII              | 2016/17       | JohnnyBros Olimpia Osowa Gdańsk                 | MMKS Podhale Nowy Targ                         | MLUKS „Jedynka” Trzebiatów      |
| XVIII             | 2017/18       | JohnnyBros Olimpia Osowa Gdańsk                 | MMKS Podhale Nowy Targ                         | PKS MOS Zbąszyń                 |
| XIX               | 2018/19       | JohnnyBros Olimpia Osowa Gdańsk                 | MMKS Podhale Nowy Targ                         | MLUKS „Jedynka” Trzebiatów      |
| XX                | 2019/20       | JohnnyBros Olimpia Osowa Gdańsk                 | MMKS Podhale Nowy Targ                         | PKS MOS Zbąszyń                 |
| XXI               | 2020/21       | MMKS Podhale Nowy Targ                          | MLUKS „Jedynka” Trzebiatów                     | JohnnyBros Olimpia Osowa Gdańsk |
| XXII              | 2021/22       | MLUKS „Jedynka” Trzebiatów                      | JohnyBros Olimpia Osowa Gdańsk                 | UKS Bankówka Zielonka           |

## Bilans klubów 2001/2022
| Pozycja | Nazwa klubu                     | mistrz                                | wicemistrz                | III miejsce          |
| ------- | ------------------------------- | ------------------------------------- | ------------------------- | -------------------- |
| 1.      | JohnnyBros Olimpia Osowa Gdańsk | 10 (2009-2012, 2014, 2016-2019, 2020) | 2 (2013, 2022)            | 3 (2005, 2015, 2021) |
| 2.      | UKS Absolwent Siedlec           | 3 (2003 **, 2008, 2013)               | 3 (2009, 2011, 2012)      | 3 (2002, 2004, 2010) |
| 3.      | UKS Multi 75 Killers Kraków     | 3 (2001*, 2003 **, 2006)              | 2 (2002*, 2007)           |                      |
| 4.      | MMKS Podhale Nowy Targ          | 2 (2015, 2021)                        | 6 (2010, 2014, 2017-2020) | 2 (2011, 2016)       |
| 5.      | UKS Aligator Chwarzno Gdynia    | 2 (2005, 2007)                        | 3 (2004, 2006, 2008)      |                      |
| 6.      | MLUKS „Jedynka” Trzebiatów      | 1 (2022)                              | 3 (2015, 2016, 2021)      | 3 (2014, 2017, 2019) |
| 7.      | KS Szarotka Nowy Targ           | 1 (2004)                              | 2 (2003, 2005)            |                      |
| 8.      | UNO Gdynia                      | 1 (2002)                              | 1 (2001)                  | 1 (2003)             |
| 9.      | UKS Skalny Nowy Targ            | 1 (2001*)                             | 1 (2002*)                 |                      |
| 10.     | KS Gorce Nowy Targ              |                                       |                           | 3 (2007, 2008, 2009) |
| 11.     | Dzikie Gęsi Zielonka            |                                       |                           | 2 (2012, 2013)       |
|         | PKS MOS Zbąszyń                 |                                       |                           | 2 (2018, 2020)       |
| 12.     | UKS Luxolar Gródek              |                                       |                           | 1 (2006)             |
|         | UKS Jedynka Orzysz              |                                       |                           | 1 (2001)             |
|         | UKS Bankówka Zielonka           |                                       |                           | 1 (2022)             |

(*) - podczas I Mistrzostw Polski Kobiet rozegranych w czerwcu 2001 oraz w sezonie 2001/2002 drużyny UKS Multi 75 Killers Kraków i UKS Skalny Nowy Targ zostały połączone i występowały pod nazwą Skalny Multi 75 Killers Nowy Targ/Kraków 

(**) - w sezonie 2002/2003 UKS Absolwent Siedlec został połączony z drużyną UKS Multi 75 Killers Kraków 